# 大沢信号場
大沢信号場（おおさわしんごうじょう）は、長野県下伊那郡松川町上片桐にある、東海旅客鉄道（JR東海）飯田線の信号場である。

## 歴史
- 1966年（昭和41年）3月25日：飯田線の輸送力増強を目的に開業[1][2]。
  - 当初はタブレット閉塞だったため、係員が配置されていた[1]。
- 1983年（昭和58年）2月24日：CTC化に伴い無人化[1]。
- 1987年（昭和62年）4月1日：国鉄分割民営化により、JR東海が継承[2]。

## 構造
伊那田島駅より高遠原駅方向に約1.5kmにある2線の信号場。
副本線は行き違いをする場合のみ上り列車が使用する。
開設以来本線・副本線とも双方向に出発信号機を備えた1線スルー構造となっていた。2016年時点で副本線に対する下り（高遠原駅）方面の場内・出発信号機が撤去されている。

構内略図 A:伊那田島 B:高遠原

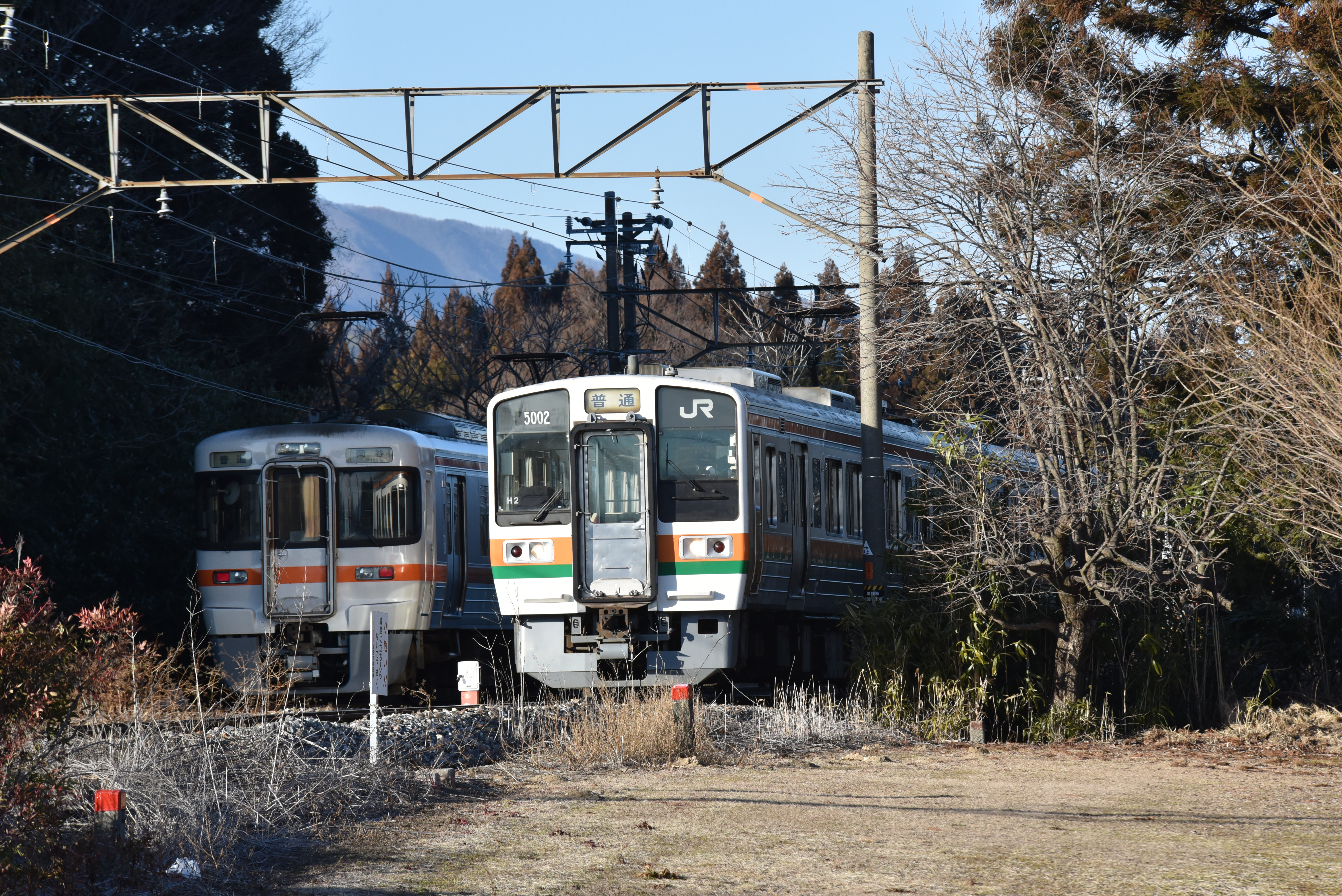
大沢信号場で行き違う列車（2024年1月）

## 周辺
山間部の扇状地に立地し、周囲に果樹園がある。

## 交通手段
県道から外れた位置にあり、高遠原駅から徒歩での移動が便利。

## 隣の駅
東海旅客鉄道（JR東海）
CD 飯田線
伊那田島駅 - 大沢信号場 - 高遠原駅